# Líbano (kommun)
Líbano är en kommun i Colombia.   Den ligger i departementet Tolima, i den centrala delen av landet, 120 km väster om huvudstaden Bogotá. Antalet invånare är 42 269. Arean är 299 kvadratkilometer.
Terrängen i Líbano är bergig åt sydväst, men åt nordost är den kuperad.